# Synklinale

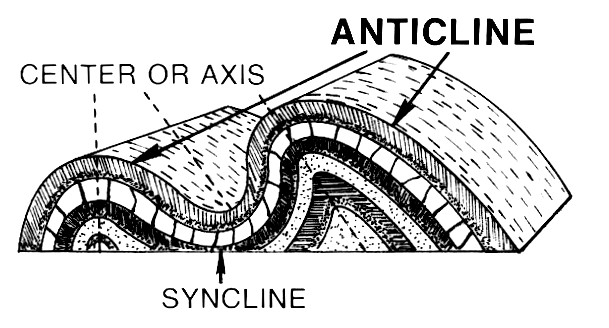
Sattel- bzw. Muldenstruktur

Eine Synklinale, auch Synkline oder Synklinorium (altgriechisch συγκλίνειν synklínein „zueinander neigen“), ist der nach unten gerichtete Teil einer Falte (Mulde), die durch Zusammenstauchung von Gesteinen unter seitlichem Druck entstanden ist, die jüngsten Schichten liegen im Muldenkern. Ist die Altersfolge (Stratigraphie) nicht bekannt, so spricht man von einer Synform.

## Beschreibung

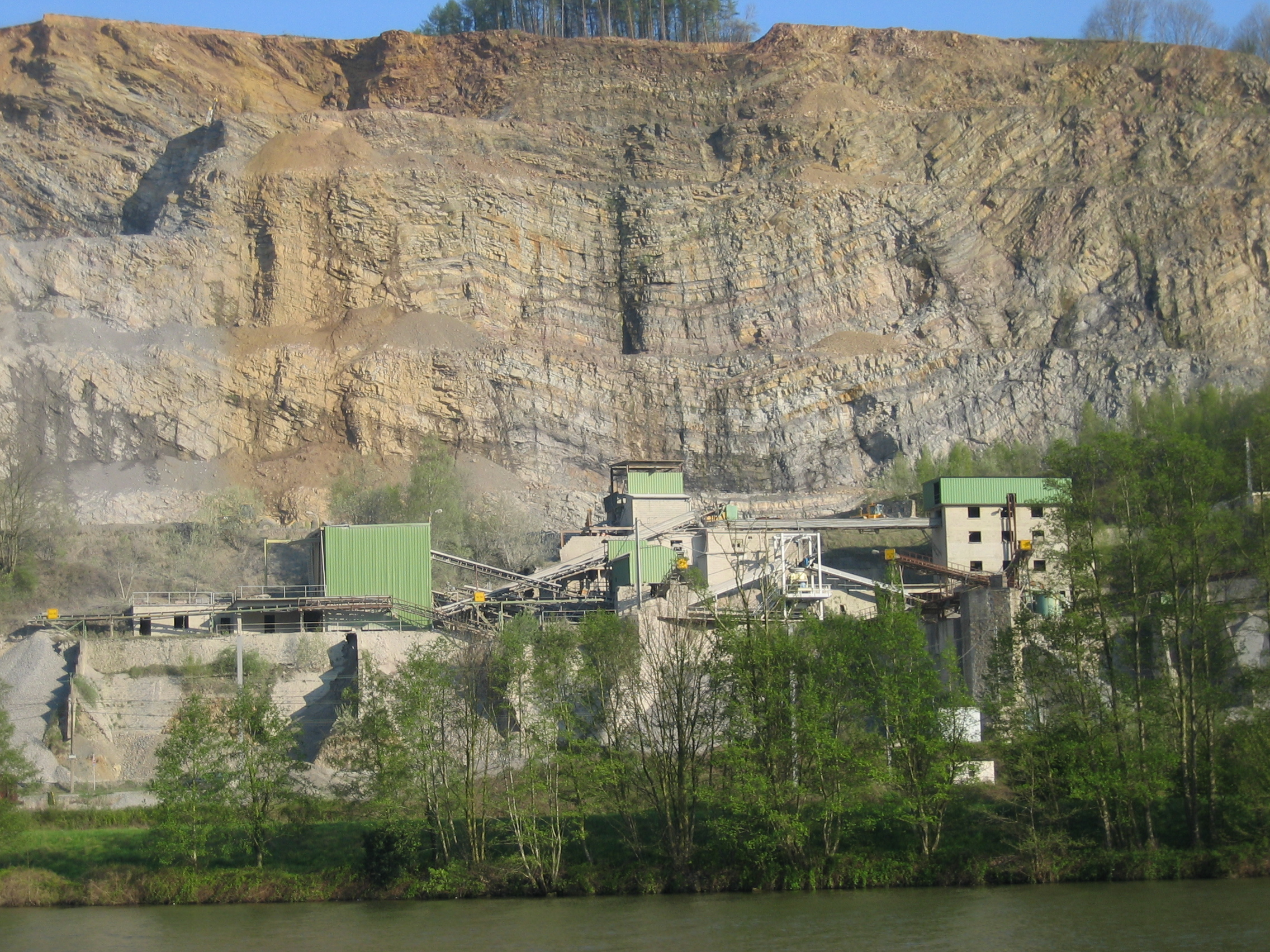
Synklinale in einem Steinbruch in Belgien

Eine Synklinale ist das Gegenteil einer Antiklinale (älteste Schichten im Faltenkern), eine Synform ist das Gegenteil einer Antiform (Sattel, nach oben gerichtet). Es kann somit auch eine synformale Antiklinale geben (nach unten gerichtet, jedoch älteste Schichten im Muldenkern).
|                                | Synklinale (jüngere Gesteine im Faltenkern) | Antiklinale (ältere Gesteine im Faltenkern)  |
| ------------------------------ | ------------------------------------------- | -------------------------------------------- |
| Synform (nach unten gerichtet) | synklinale Synform / synforme Synklinale    | antiklinale Synform / synforme Antiklinale   |
| Antiform (nach oben gerichtet) | synklinale Antiform / antiforme Synklinale  | antiklinale Antiform / antiforme Antiklinale |

grüne Felder: normale Schichtenfolge / jüngere Schichten oben

rote Felder: umgekehrte Schichtenfolge / jüngere Schichten unten
Je nach Größe der Falte kann sich die Synklinale als konkave Einbuchtung der Erdoberfläche bzw. als die Tiefenlinie äußern, der die Linie der größten Tiefe entlang eines Tales folgen kann.
Die Geosynklinaltheorie, die die Entstehung und Veränderung der Erdkruste durch die Bildung großer Synklinalen unter den Meeren erklärt, war bis zur Entwicklung der Theorie der Plattentektonik die vorherrschende Erklärung der Gebirgsbildung, auch Orogenese genannt.